# Марія Луїза Савойська
Марія Луїза Савойська (італ. Maria Luisa di Savoia ; 17 серпня 1688, Турин — 14 лютого 1714, Мадрид) — донька герцога Савойського Віктора Амадея II, дружина короля Іспанії Філіпа V, мати двох іспанських королів. Принцеса, звана La Savoyana, стала популярною в Іспанії під час перебування на посаді регента в 1702—1703 роках.

## Життєпис
Марія Луїза народилася в Королівському палаці в Турині в серпні 1688 року і була третьою дитиною і третьою дочкою з шістьох дітей герцога Савої Віктора-Амадея II і його першої дружини, французької принцеси Анни Марії Орлеанської . По материнській лінії Марія Луїза була онукою Філіппа, герцога Орлеанського і Генрієтти Стюарт. Найбільш близькі стосунки у Марії Луїзи склалися зі старшою сестрою Марією Аделаїдою і матір'ю, яка, всупереч протоколу, займалася вихованням дітей сама . У дитинстві обидві принцеси багато часу проводили на віллі делла Реджина в околицях Турина і щотижня відвідували бабусю в туринському Палаццо Мадама . Незважаючи на свій веселий і грайливий характер, Марія Луїза була старанною ученицею .
У листопаді 1700 року після смерті бездітного Карла II королем Іспанії стає Філіпп, герцог Анжуйський — другий син Людовика Великого Дофіна. Французьке походження нового короля заважало його правлінню і Філіпп вирішив зміцнити союз з Савойським домом, звернувшись за допомогою до батька Марії Луїзи. Кількома роками раніше брат Філіппа, Людовик, герцог Бургундський, одружився зі старшою сестрою Марії Луїзи, Марією Аделаїдою, і в середині 1701 року Філіпп попросив руки принцеси у свого діда, короля Людовика XIV, якому Марія Луїза доводилась внучатою племінницею .
Марії Луїзі ледь виповнилося тринадцять років, коли 12 вересня 1701 року, між нею і Філіппом був укладений шлюб за домовленістю. 18 вересня, супроводжувана невеликим ескортом, принцеса прибула до Ніцци. Тут 20 вересня Марія Луїза зустрілася з Папою Климентом XI, який підніс їй як ритуальний подарунок Золоту Розу. Протягом наступного тижня принцеса покинула Ніццу і відпливла до Барселони, де 2 листопада 1701 року відбулася офіційна шлюбна церемонія  .

### Життя в шлюбі
Однією з придворних дам новоспеченої королеви стала Марія Анна де Ла Тремолль, принцеса Урсинська. Надалі вона справила великий вплив на Марію Луїзу, будучи Першою дамою Опочивальні при молодій королеві, яка фактично була ще дитиною. Принцеса Урсинськая також у повній мірі використала всі свої привілеї, передбачені її посадою: вона була присутня при королеві майже постійно, супроводжуючи її, куди б вона не пішла; була присутня при таємних і офіційних зустрічах королеви, сховавшись у потаємній кімнаті за шиттям, але уважно слухаючи; перебувала в палатах королеви в найінтимніші моменти її життя; одягала і роздягала королеву і контролювала всякого, хто бажав відвідати королеву. Всупереч придворному протоколу та традиціям, Марія Луїза і Філіпп мали загальну спальню і, таким чином, принцеса Урсинська впливала і на самого короля   .
З самого початку Філіп був дуже закоханий в Марію Луїзу і, як і у випадку з його наступним шлюбом, він був сексуально залежний від неї, оскільки його релігійна педантичність заважала королю мати інтимне життя поза шлюбом. На відміну від того, що вважалося нормою при іспанському дворі, Філіп V зазвичай залишався в ліжку дружини всю ніч і наполягав на своїх подружніх правах. Незабаром після офіційної шлюбної церемонії французький посол, герцог Грамон, писав дідові Філіпа, Людовику XIV, що Марія Луїза повністю контролює короля і просив Людовика XIV попередити Філіпа, щоб він не дозволяв королеві домінувати над ним. Марію Луїзу описували як досить зрілу жінку, як для свого віку, політично підковану, яка вміє гранично чітко формулювати думки і працьовиту; крім того, Марія Луїза вміла підживлювати пасивного Філіпа V енергією, в якій він потребував під час участі у війні  .
У 1702 році Філіп був змушений залишити дружину і вирушити воювати до Неаполя у ході Війни за іспанську спадщину . Під час відсутності чоловіка Марія Луїза правила як регент з Мадрида. Королева показала себе дуже ефективним правителем, успішно здійснювала урядові зміни, наполягаючи на особистому і негайному розгляді всіх скарг. Нею всіляко заохочувалася реорганізація хунти; при цьому королева-регент надихала простих людей і цілі міста вносити пожертвування на ведення війни . Незважаючи на юний вік Марію Луїзу вихваляли не тільки в самому Мадриді, але і по всій Іспанії. Під час перебування її на посаді регента, королева щодня головувала в комітеті уряду, зустрічалася з послами, працювала протягом кількох годин з міністрами, листувалася з Філіпом і Савоєю, намагаючись запобігти її переходу до ворога  .
Після повернення до неї Філіпа в 1703 році Марія Луїза повернулася до своїх звичайних обов'язків. Наступного року, не дивлячись на заперечення королеви, з країни було вислано принцеса Урсинська за наказом короля Людовика XIV. Розлука з королевою тривала недовго: в 1705 році принцеса Урсинська повернулася до двору  .

### Смерть
У 1707 році Марія Луїза народила свого першого сина Луїса I . У наступні шість років королева стала матір'ю ще тричі. Незабаром після народження молодшого сина Фердинанда VI у Марії Луїзи був діагностований туберкульоз .
У лютому 1714 року королева померла на 26-у році життя . Марію Луїзу поховали в Ескоріальському монастирі.
У грудні 1714 року Філіп V одружився вдруге: його дружиною стала Ізабелла Фарнезе, спадкоємиця герцога Пармського, якому вона доводилася одночасно племінницею і падчеркою .
На честь Марії Луїзи була названа її савойська племінниця .

## Сім'я
У шлюбі з Філіпом V Марія Луїза народила чотирьох синів, двоє з яких досягли зрілості і стали королями Іспанії:
- Луїс Філіп (25 серпня 1707 — 31 серпня 1724) — король Іспанії; був одружений з Луїзою Єлизаветою Орлеанською, п'ятою дочкою Філіпа II, герцога Орлеанського і Франсуази Марії де Бурбон. Дітей не мав.
- Філіп (2-18 липня 1709)
- Філіпп Педро (7 червня 1712 — 28 грудня 1719) [22]
- Фернандо (23 вересня 1713 — 10 серпня 1759) — король Іспанії; був одружений з Барбарою Португальською, старшою дочкою португальського короля Жуана V і Марії Анни Австрійської. Дітей не мав.